# Chirindia
Chirindia is een geslacht van wormhagedissen uit de familie wormhagedissen sensu stricto (Amphisbaenidae).

## Naam en indeling
De wetenschappelijke naam van de groep werd voor het eerst voorgesteld door George Albert Boulenger in 1907. Er zijn vijf soorten die vroeger allemaal tot het geslacht van de echte wormhagedissen (Amphisbaena) werden gerekend.

### Soorten
Het geslacht omvat de volgende soorten die onderstaand zijn weergegeven, met de auteur en het verspreidingsgebied.
| Naam                   | Auteur           | Verspreidingsgebied               |
| ---------------------- | ---------------- | --------------------------------- |
| Chirindia ewerbecki    | Werner, 1910     | Tanzania                          |
| Chirindia langi        | Fitzsimons, 1939 | Mozambique, Zimbabwe, Zuid-Afrika |
| Chirindia mpwapwaensis | Loveridge, 1932  | Tanzania                          |
| Chirindia rondoensis   | Loveridge, 1941  | Tanzania                          |
| Chirindia swynnertoni  | Boulenger, 1907  | Mozambique, Tanzania, Zimbabwe    |

## Verspreiding en habitat
Alle soorten komen voor in delen van Afrika, ten zuiden van de Sahara. Ze leven in de landen Mozambique, Tanzania, Zimbabwe en Zuid-Afrika. De habitat bestaat uit tropische en subtropische droge bossen en droge savannen.

## Beschermingsstatus
Door de internationale natuurbeschermingsorganisatie IUCN is aan twee soorten een beschermingsstatus toegewezen. Chirindia langi wordt als 'veilig' beschouwd (Least Concern of LC) en Chirindia mpwapwaensis als 'onzeker' (Data Deficient of DD).